# فرودگاه شهری اوروویل
فرودگاه شهری اوروویل (به انگلیسی: Oroville Municipal Airport) یک فرودگاه همگانی با کد یاتا OVE است که یک باند فرود آسفالت دارد و طول باند آن ۱۸۳۵ متر است. این فرودگاه در کشور ایالات متحده آمریکا قرار دارد و در ارتفاع ۵۸٫۵ متری از سطح دریا واقع شده است.